# Karel Večeřa (1955)
Karel Večeřa (* 9. října 1955 Ivančice) je český fotbalový trenér a bývalý československý fotbalový obránce. Jeho synem je bývalý ligový fotbalista Karel Večeřa.

## Fotbalová kariéra
Začínal ve Zbrojovce Brno, v jejímž dresu také později nastupoval v československé lize. Celkem nastoupil v 7 prvoligových utkáních. V nižších soutěžích hrál za TJ KS Brno, VTJ Tábor a VP Frýdek-Místek.

## Ligová bilance
| Ročník                                   | Zápasy | Góly | Minuty | Klub           |
| ---------------------------------------- | ------ | ---- | ------ | -------------- |
| 1. československá fotbalová liga 1974/75 | 2      | 0    | 180    | Zbrojovka Brno |
| 1. československá fotbalová liga 1975/76 | 3      | 0    | 191    | Zbrojovka Brno |
| 1. československá fotbalová liga 1981/82 | 2      | 0    | 83     | Zbrojovka Brno |
| CELKEM                                   | 7      | 0    | 454    |                |

## Trenérská kariéra
Trénoval FC Boby Brno, FK Drnovice, FC Vysočina Jihlava a FC Baník Ostrava.